# 아이린 베다드

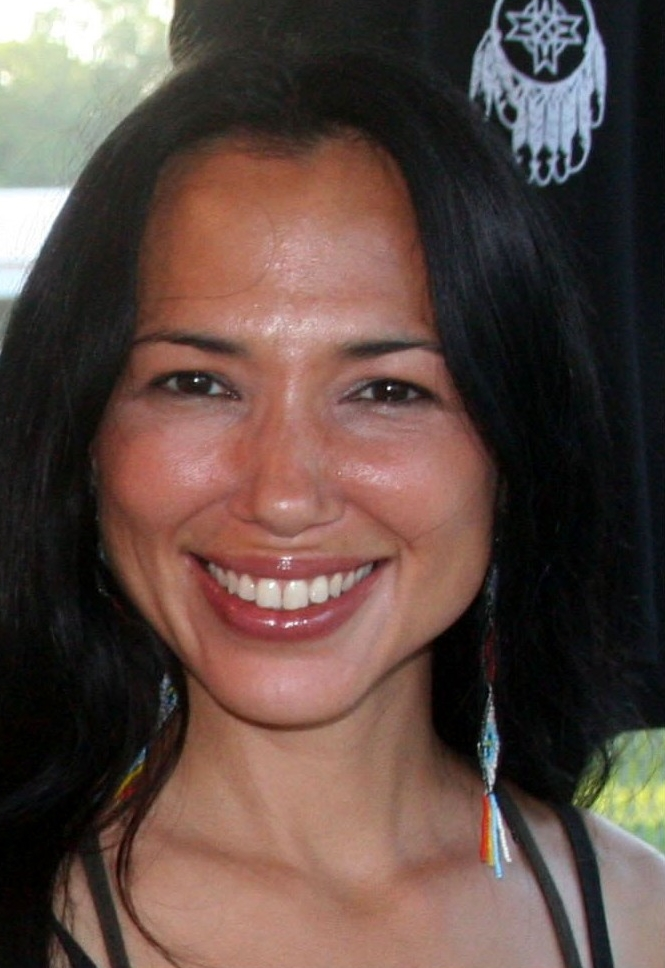

아이린 버다드(Irene Bedard, 영어 발음: /bəˈdɑːrd/, 1967년 7월 22일 ~ )는 미국의 배우, 성우이다.
앵커리지에서 태어났다.

## 출연 작품

### 영화
- 마지막 전사 (1994, Squanto: A Warrior's Tale)
- 바람의 딸 (1994, Lakota Woman: Siege at Wounded Knee)
- 포카혼타스 (1995) - 포카혼타스 역(목소리)
  - 포카혼타스 2 (1998)
  - 주먹왕 랄프 2: 인터넷 속으로 (2018)
- 스모크 시그널스 (1998)
- 야생화 (1999, Wildflowers)
- 미아 (2000, The Lost Child)
- 뉴 월드 (2005)
- Cosmic Radio (2007)
- 토르티야 헤븐 (2007, Tortilla Heaven)
- 스펙태큘러 스파이더맨 (2008)
- Ron and Laura Take Back America (2014)
- 내 형제가 가르쳐 준 노래 (2015, Songs My Brothers Taught Me)
- 스프레딩 다크니스 (2017, Spreading Darkness)

### 텔레비전
- True Women (1997)
- 인투 더 웨스트 (2005)